# Syngnathus floridae
Syngnathus floridae är en fiskart som först beskrevs av David Starr Jordan och Charles Henry Gilbert, 1882.  Syngnathus floridae ingår i släktet Syngnathus och familjen kantnålsfiskar. IUCN kategoriserar arten globalt som livskraftig. Inga underarter finns listade i Catalogue of Life.